# Colorado-Plateau

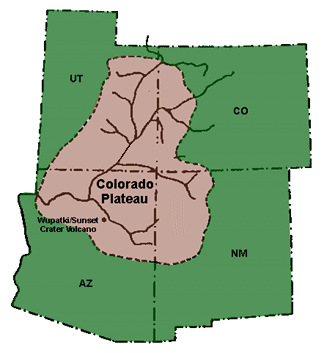
Das Colorado-Plateau am Vierländereck von Utah, Colorado, New Mexico und Arizona

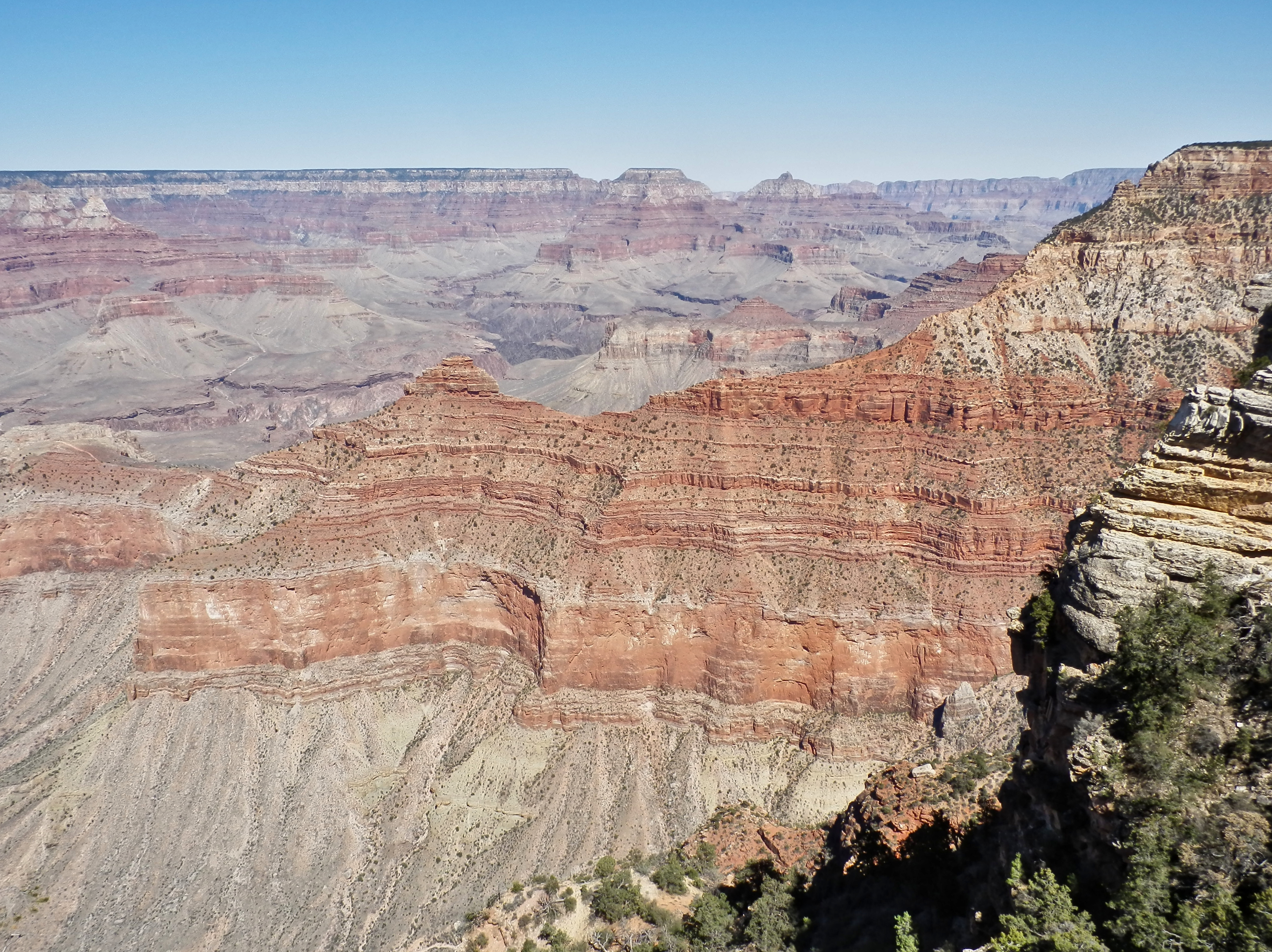
Gesteinsschichten des Colorado-Plateaus am Grand Canyon

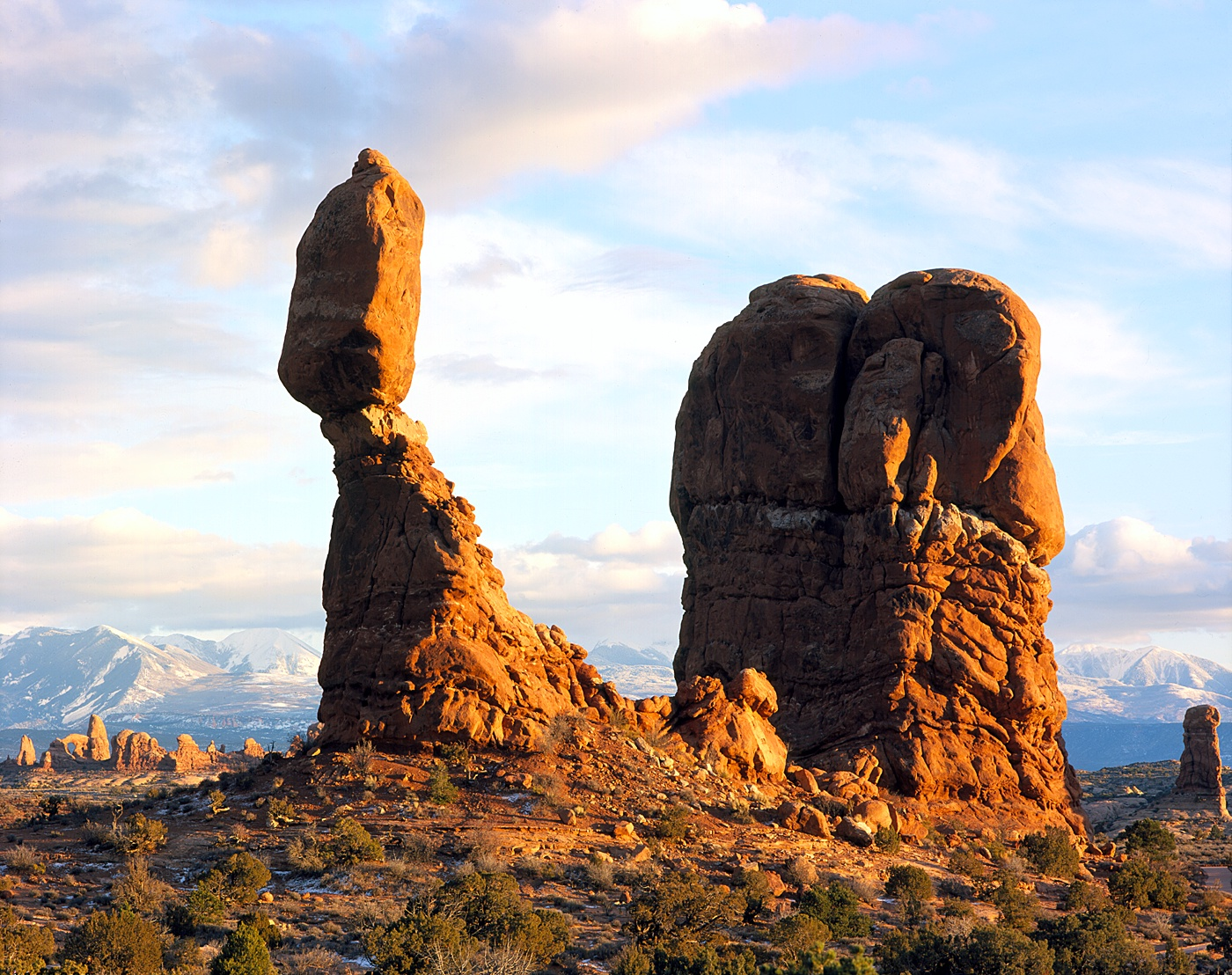
Felsformation im Arches-Nationalpark

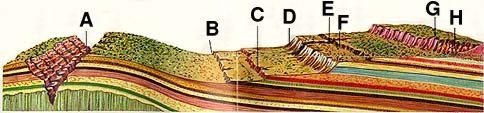
Die Grand Staircase ist ein Teil des Colorado-Plateaus mit Grand Canyon (A), Zion Canyon (E) und Bryce Canyon (H)

Das Colorado-Plateau [ˌkɒləˈɹɑːdoʊ plæˈtoʊ] (Colorado-Hochebene) ist eine Region westlich der Rocky Mountains im Südwesten der Vereinigten Staaten, die aus mehreren Hochebenen besteht und die zu den westlichen Intermontanen Plateaus gezählt wird. Das Gebiet erstreckt sich über den Südosten Utahs, das nördliche Arizona und über Teile von New Mexico und Colorado. Das Colorado-Plateau ist mit einer Fläche von 337.000 km² fast so groß wie Deutschland. Es wird vom Colorado River und seinen Nebenflüssen entwässert und hat daher seinen Namen.
Zum Gebiet des Colorado-Plateau gehören unter anderem das Markagunt-Plateau, an dessen Westkante das Cedar Breaks National Monument liegt, östlich benachbart das Paunsaugunt-Plateau, an dessen Ostkante der Bryce-Canyon-Nationalpark liegt und nochmals östlich davon das Aquarius-Plateau, außerdem das Kaibab-Plateau nördlich und das Coconino-Plateau südlich des Grand Canyon.
Das Colorado-Plateau, das die Form einer flachen Schüssel besitzt, die von Verwerfungen, Schluchten, Tafelbergen, Bögen und Säulen durchzogen ist, liegt durchschnittlich 1500 Meter über dem Meeresspiegel.

## Geologie
Das Gestein des Colorado-Plateaus ist in Schichten aufgebaut. Die ältesten Schichten treten in der inneren Schlucht des Grand Canyon zu Tage, etwa auf 730 m Höhe. Sie sind 600 bis über 2000 Millionen Jahre alt und stammen aus der Zeit des Präkambrium.
In dieser Zeit entstand im Bereich des heutigen Colorado-Plateaus ein Becken, das sich mit Erosions-Ablagerungen zu füllen begann. Später füllte sich das Becken mit Wasser und es entstand ein Meer. Aufgrund von tektonischen Plattenverschiebungen kam es zu Gebirgsbildungen mit Brüchen, Verwerfungen und Rissbildungen, sowie Faltungen. Das Ergebnis einer solchen Faltung kann man heute im Capitol-Reef-Nationalpark sehen.
Im Laufe der Zeit erhob sich das alte Becken um gut 1000 Meter zum heutigen Plateau, während gleichzeitig der Colorado River, der Green River und andere Flüsse Canyons in den Fels trieben. Aufgrund der Gesteinshärten in unterschiedlichen Schichten schritt die Erosion unterschiedlich voran. Es entstanden an manchen Orten ungewöhnliche Formationen, beispielsweise die Hoodoos im Bryce-Canyon oder die Steinbögen im Arches-Nationalpark.
Die geologische Geschichte der Region kann an der Grand Staircase (Große Treppe) studiert werden. In dieser ausgedehnten Schichtstufenlandschaft sind Gesteinsschichten aus unterschiedlichen Erdzeitaltern infolge der Anhebung des Colorado-Plateaus und der daraus resultierend verstärkten Verwitterung und Erosion freigelegt worden. Im Bereich des Zion-Canyon sind dies 65 bis 220 Millionen Jahre alte Schichten des Erdmittelalters (Mesozoikum), das heißt, aus der Zeit der Dinosaurier. Im höchsten Teil der Grand Staircase, in die der Bryce-Canyon eingeschnitten ist, auf über 3000 m, befinden sich die jüngsten Felsen, die in der älteren Erdneuzeit („Tertiär“) abgelagert wurden.
Jüngeren Ursprungs sind mehrere Vulkanfelder im Gebiet. Darunter das San Francisco Volcanic Field und der zugehörige Sunset Crater bei Flagstaff in Nord-Arizona und das Navajo Volcanic Field im Zentrum des Colorado-Plateaus, nahe Four Corners.
Von Bedeutung ist auch der etwa 50.000 Jahre alte Barringer-Krater, der 1960 durch Eugene Shoemaker als erster Krater der Erde als Spur eines Meteoriteneinschlags erkannt wurde.

## Klima
Das Colorado-Plateau wird geographisch dem großen Becken (Great Basin) zwischen den Bergen der Rocky Mountains und der Sierra Nevada zugeordnet. Das Gebiet ist im Allgemeinen eine Wüste, weil die Verdunstung im Jahresmittel höher ist als die Niederschlagsmenge. Aufgrund der großen Höhenunterschiede und der Zerklüftung durch die vielen Canyons und Tafelberge ist das Klima lokal allerdings stark unterschiedlich.

## Nationalparks

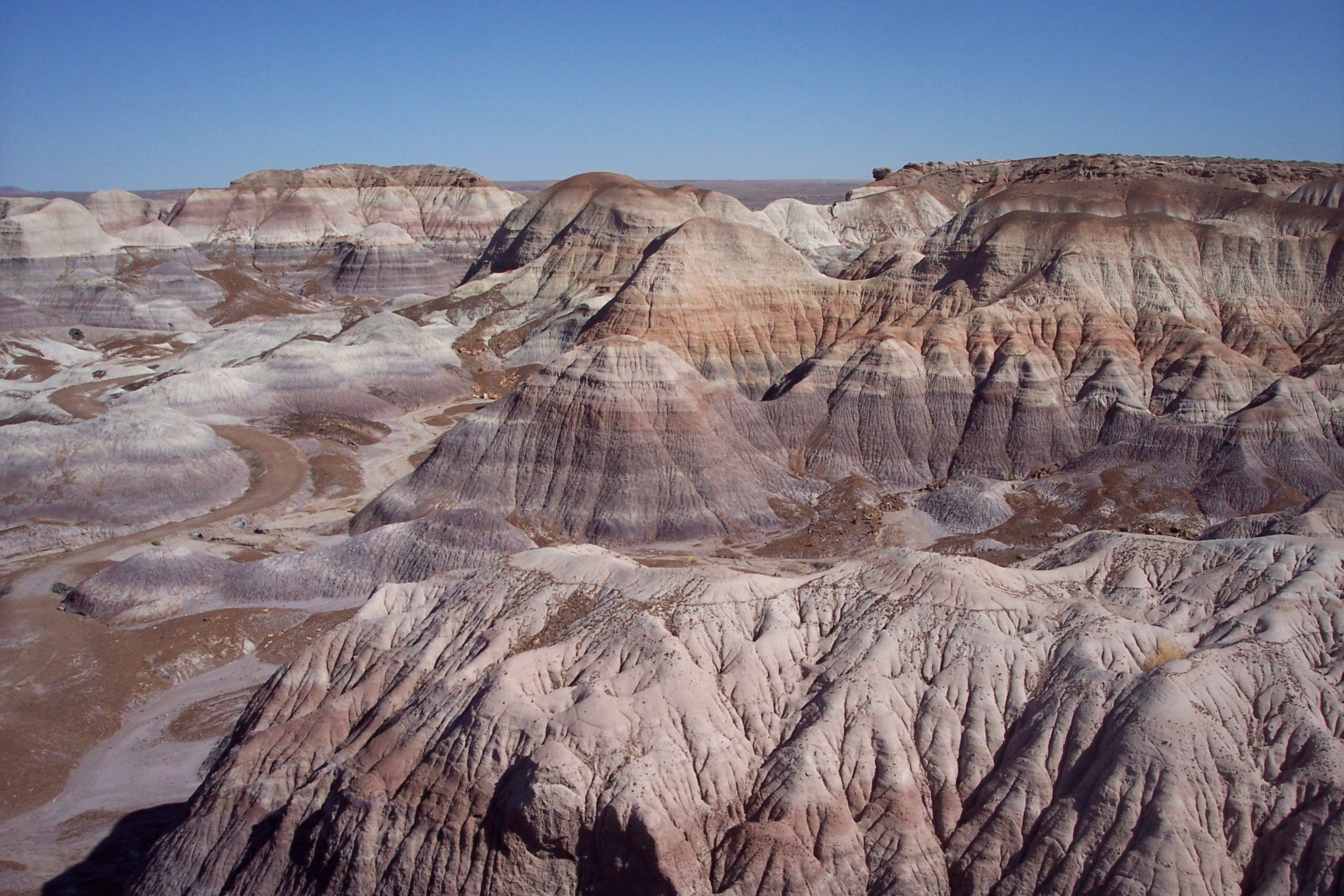
Painted Desert im Petrified-Forest-Nationalpark

In der Region des Colorado-Plateaus liegen acht US-Nationalparks und weitere Schutzgebiete, zum Beispiel:
| - Arches-Nationalpark - Bryce-Canyon-Nationalpark - Canyonlands-Nationalpark - Capitol-Reef-Nationalpark - Grand-Canyon-Nationalpark - Mesa-Verde-Nationalpark - Petrified-Forest-Nationalpark - Zion-Nationalpark | - Aztec Ruins National Monument - Colorado National Monument - Canyon De Chelly National Monument - Cedar Breaks National Monument - El Malpais National Monument - El Morro National Monument - Grand Staircase-Escalante National Monument - Hovenweep National Monument - Natural Bridges National Monument - Navajo National Monument - Rainbow Bridge National Monument - Sunset Crater Volcano National Monument - Walnut Canyon National Monument - Wupatki National Monument |

## Weitere Orte
Im Colorado-Plateau liegen unter anderem folgende Orte:
- Monument Valley
- Antelope Canyon
- Barringer-Krater
- Moab
- Flagstaff